# Berethalmi donárium

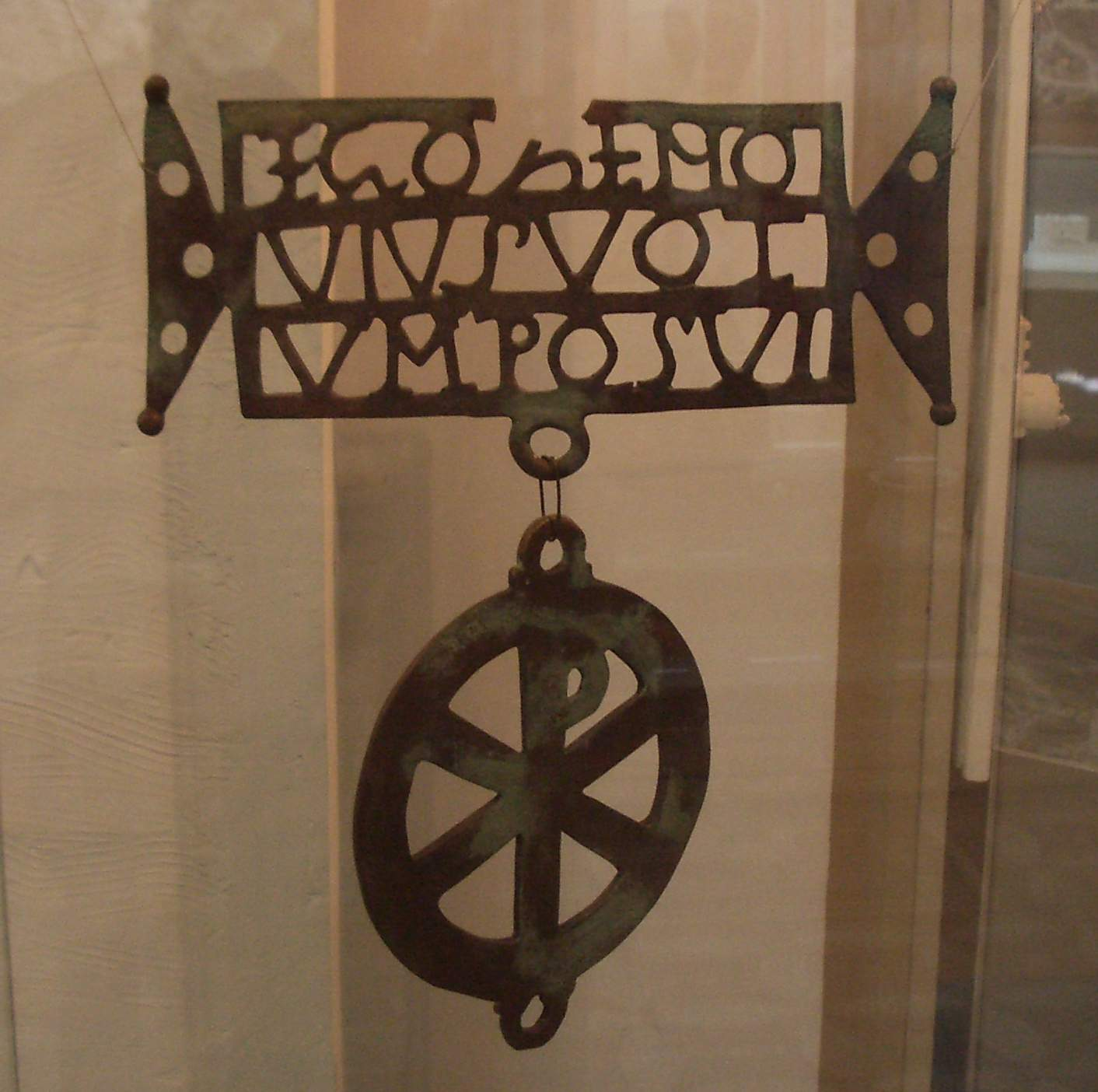
Berethalmi donárium

A Berethalmi donárium egy negyedik századi keresztény fogadalmi tárgy, amelyet az erdélyi Berethalom közelében találtak. Két részből áll. Felső része egy tabula ansata, rajta az EGO ZENO/VIVS VOT/VM POSVI latin nyelvű szöveggel, amely megközelítőleg így fordítható: „Én, Zenovius felajánlottam ezt az ajándékot”.
1775-ben találták meg Berethalomtól mintegy 5 km-re délre, és ezután báró Samuel von Brukenthal gyűjteményének része volt. Ma a Brukenthal Nemzeti Múzeum kiállításainak része.
Két elmélet létezik ennek a műtárgynak az eredetéről. A dák–római folytonosság elméletének hívei szerint ezt a donáriumot a túlélő daciai romanizált, latin nyelvű keresztény lakosság (ezen elmélet szerint a románok ősei) készítette Dacia Aurelianus általi kiürítését követően. Őszerintük ez a műtárgy fontos tanúja a latin nyelv továbbélésének és használatának ezen a területen. Ezt a véleményt a Román Akadémia is támogatja.
Azok a történészek, akik szkeptikusak ebben a tárgyban, rámutatnak a lelet megtalálásának kétes körülményeire. Kihangsúlyozzák, hogy Berethalom közelében nem voltak római települések vagy keresztény templomok. Szerintük ez a tárgy az észak-olaszországi Aquileiában készült a 4. században, és gót harcosok zsákmányaként vagy kereskedéssel jutott be Erdélybe. A legvalószínűbb, hogy a berethalmi lelet egy Illíriában, Pannóniában vagy a Balkánon a negyedik és a hatodik század között történt rablóhadjárat során keletkezett hadizsákmány része volt, és az új tulajdonosai nem keresztény, hanem pogány tárgyként használták fel.
Eredetileg fel volt függesztve, de a később készült perforációk azt mutatják, hogy újra felhasználták, és edények vagy egyéb áruk tárolására szolgáló ládához rögzítették. Ez is azt mutatja, hogy Erdély területén még a keresztény célú felhasználása is megkérdőjelezhető.

## Fordítás
Ez a szócikk részben vagy egészben  a   Biertan donarium című angol Wikipédia-szócikk ezen változatának fordításán alapul.  Az eredeti cikk szerkesztőit annak laptörténete sorolja fel. Ez a jelzés csupán a megfogalmazás eredetét és a szerzői jogokat jelzi, nem szolgál a cikkben szereplő információk forrásmegjelöléseként.